# Аренас-де-Сан-Педро
Аренас-де-Сан-Педро (ісп. Arenas de San Pedro) — місто і муніципалітет в Іспанії, у складі автономної спільноти Кастилія-і-Леон, у провінції Авіла. Населення — 6816 осіб (2010).
Місто розташоване на відстані близько 120 км на захід від Мадрида, 60 км на південний захід від Авіли.
На території муніципалітету розташовані такі населені пункти: (дані про населення за 2010 рік)
- Аренас-де-Сан-Педро: 6058 осіб
- Онтанарес: 88 осіб
- Ла-Парра: 347 осіб
- Рамакастаньяс: 323 особи

## Демографія
Динаміка населення (INE ):

## Галерея зображень

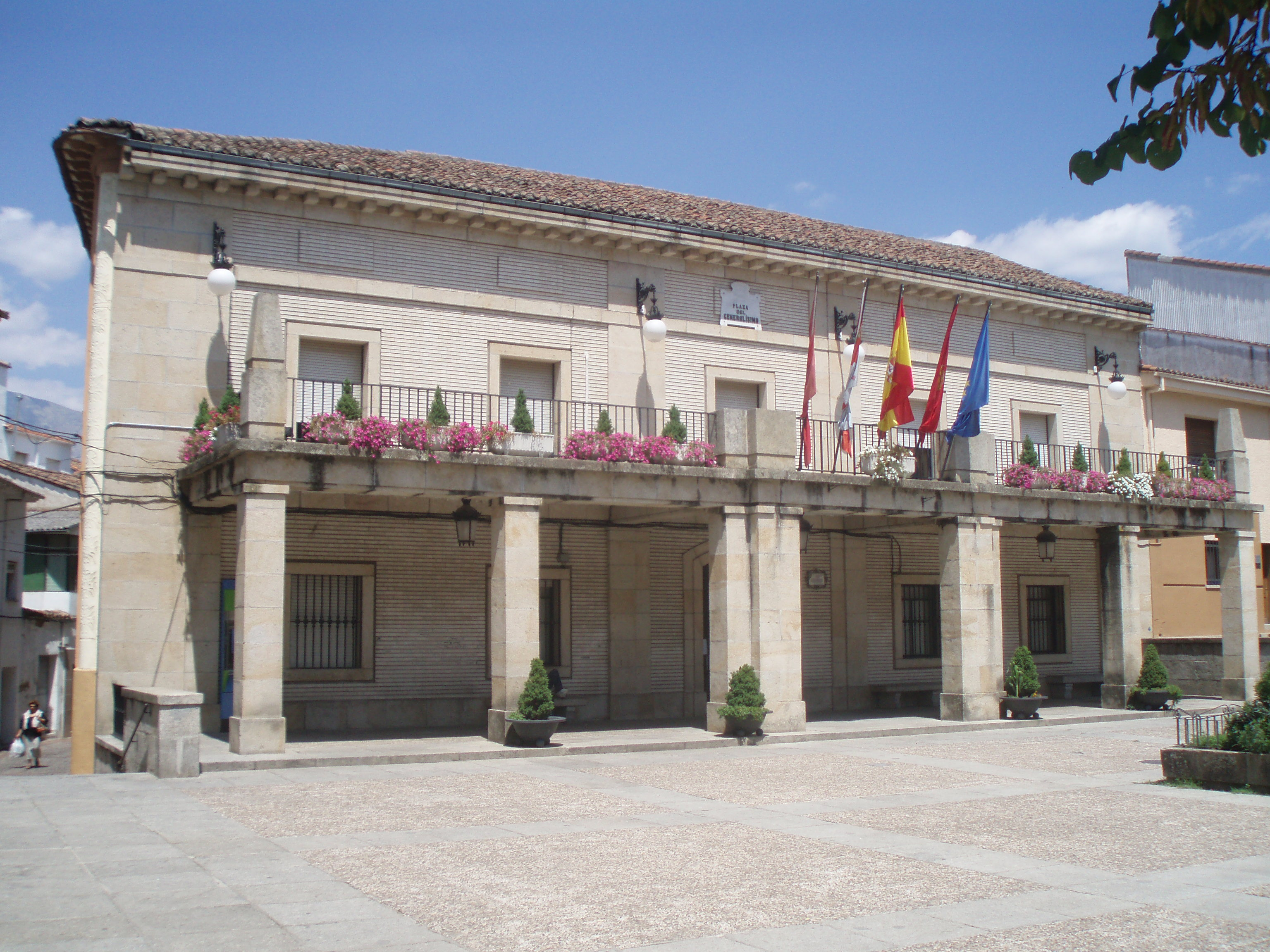
Муніципальна рада
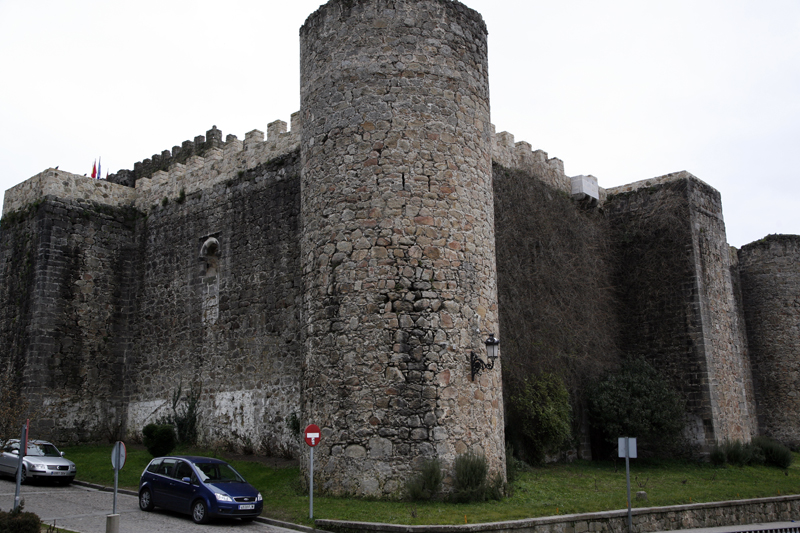
Замок